# Sport en Hongrie
Le sport en Hongrie est une tradition significative depuis le XIXe siècle. Elle est marquée par plusieurs disciplines phares comme l'illustrent les médailles rapportées lors des Jeux olympiques. Les sports où les Hongrois se distinguent particulièrement sont l'escrime, la natation, le canoë-kayak, la lutte, la gymnastique, la boxe et surtout le water-polo où la Hongrie est la meilleure nation mondiale en nombre de médailles dans les différentes compétitions internationales. On trouve également dans le pays une importante tradition footballistique. Enfin, le handball et plus précisément le handball féminin est aussi très populaire dans le pays.

## Water-polo
Le water-polo est considéré comme le sport national. L'équipe de Hongrie de water-polo masculin possède le plus beau palmarès avec notamment  neuf titres olympiques. L'importance de ce sport dans la culture hongroise atteint son paroxysme lors du bain de sang de Melbourne alors que les soviétiques réprimaient l'insurrection de Budapest.

## Football
Le football est l'un des sports les plus populaires en Hongrie avec plus de 125 000 pratiquants. La Hongrie a produit l'une des meilleures équipes de l'histoire du football au travers du Onze d'or hongrois dans les années 1950, comprenant notamment le joueur emblématique Ferenc Puskas. Elle connaît une période faste entre 1950 et 1956, enchaînant les succès et n'échouant qu'en finale de la Coupe du Monde de 1954.

## Escrime
Comme d'autres pays d'Europe de l'Est au moment de la guerre froide, l'escrime (à l'instar de l'athlétisme) est considérée comme un sport où l'idéologie communiste peut pleinement s'exprimer. De nombreuses années après la chute du Bloc de l'Est, la Hongrie a conservé cette tradition et forme avec la France, l'Allemagne, l'Italie et la Russie, les meilleures nations mondiales.

## Sport mécanique
Le Grand Prix de l'ACF de 1906, considéré comme le premier Grand prix de l'histoire, a été remporté par le pilote hongrois Ferenc Szisz. Zsolt Baumgartner est le premier (et le seul à ce jour) pilote hongrois à avoir participé au Championnat du monde de Formule 1. Il a disputé deux courses en 2003 avec l'écurie Jordan Grand Prix, puis les dix-huit épreuves du championnat 2004 avec Minardi. À l'occasion du Grand Prix des États-Unis 2004, il finit 8e et marque un point, ce qui restera son meilleur résultat.
La Hongrie accueille chaque année un Grand Prix de Formule 1, sans interruption depuis 1986, sur le Hungaroring, situé dans la banlieue de Budapest. Il s'agit du premier Grand Prix disputé en Europe de l'Est, à l'époque où le Rideau de fer était encore en place. Nelson Piquet s'impose à l'issue du tout premier Grand Prix disputé sur ce circuit. L'épreuve est assurée de rester au calendrier du championnat au moins jusqu'en 2026. Un premier Grand Prix de Hongrie s'était déjà déroulé en 1936, sur le circuit de Népliget, et avait vu la victoire de Tazio Nuvolari.
Le Hungaroring a également accueilli deux Grands Prix comptant pour le Championnat du monde de vitesse moto (ancien nom du MotoGP) en 1990 et 1992, ainsi que le Championnat du monde de Superbike en 1988, 1989 et 1990.
Toujours dans le domaine des compétitions motocyclistes, Gábor Talmácsi a remporté le championnat du monde 125 cm3 en 2007, et Viktor Kispataki court en Superbike.

## Handball
Le handball (kézilabda en hongrois) est un des sports les plus populaires en Hongrie, après le football. Son histoire débute très tôt, dans les années 1950. L'équipe féminine participe au premier mondial sur petit, en 1957, les hommes rejoignent la course en 1958, à l'occasion du troisième mondial masculin.
Au niveau des clubs, le MKB Veszprém KC domine la Nemzeti Bajnokság I depuis le début des années 90. Chez les filles, le Vasas SC est le club le plus titré du pays mais joue depuis dans les divisions inférieures tandis que le Ferencvárosi TC, onze fois champion de Hongrie fait toujours partie du top niveau. Depuis 2004 cependant, le Győri Audi ETO KC (où évolue notamment Anita Görbicz) est l'ogre du championnat. En une petite dizaine d'années, l'équipe de Transdanubie a raflé quasiment tous les titres nationaux et s'est plusieurs fois hissé dans le dernier carré de la Ligue des Champions qu'elle a d'ailleurs remporté en 2013 et en 2014.